# Megastigmus specularis
Megastigmus specularis är en stekelart som beskrevs av Walley 1932. Megastigmus specularis ingår i släktet Megastigmus och familjen gallglanssteklar. Arten är reproducerande i Sverige. Inga underarter finns listade i Catalogue of Life.